# اشرف‌الاسلام
اشرف‌الاسلام، روستایی از توابع بخش راز و جرگلان شهرستان بجنورد در استان خراسان شمالی ایران است.

## جمعیت
این روستا در دهستان جرگلان قرار دارد و براساس سرشماری مرکز آمار ایران در سال ۱۳۸۵، جمعیت آن ۳۶۹ نفر (۸۷خانوار) بوده‌است.